# Benk András
Benk András (Budapest, 1987. szeptember 3. –) magyar válogatott jégkorongozó.

## Karrier
Ötéves korában kezdte a jégkorong alapjainak elsajátítását Kercsó Árpád keze alatt Dunaújvárosban. Mivel családjával Budapest közelében éltek, ezért a sok utazás nagy gondot jelentett számukra, így végül az UTE-nél lett igazolt játékos. Három évet töltött az újpesti egyesületnél, majd visszatért a Dunaferrhez, ahol tizenhét évesen lépett jégre először a felnőtt csapat tagjaként. Bemutatkozása a „nagyok” között olyannyira jól sikerült, hogy a szezon végén megkapta a felnőtt csapatba beépült legjobb fiatal játékos díját, a Kósa Kupát. Egy rövid ferencvárosi kitérőtől eltekintve egészen 2006-ig az újvárosi csapatban kergette a pakkot. Ezt követően egy szezont a svéd Huddinge junior csapatában töltött, ahol összesen 33 mérkőzésen 13 pontot szerzett. 2007 nyarán az Alba Volán hozta haza, együtt mutatták be a szurkolóknak Horváth Andrással és Tokaji Viktorral. Bár az első EBEL szezonja nem volt túl fényes, mégis bekerült a legjobb fiatal játékos, azaz a Youngstar-választás ötösfogatába, ahol a magyar szurkolók szavazatainak segítségével a második helyre került.

2006-ban mindössze 18 évesen került be a válogatottba. Bár a következő évben nem vehetett részt a szlovéniai divízió 1-es világbajnokságon, azonban a 2008-as szapporói feljutásban aktív szerepet vállalt. 2009-ben tagja volt a világbajnokságon szereplő válogatottnak. A kanadaiak elleni mérkőzésen Scottie Upshall a félpályánál ütközött Benkkel, aki kulcscsonttörést szenvedett,  így számára két mérkőzés után végetért a világbajnokság. Sérülése, melyből problémamentesen és gyorsan gyógyult, már nem zavarta felkészülését a következő szezonra.  A 2010-es vb csapatból az utolsó keretszűkítés során kimaradt. 
A 2011-es hazai jégkorong világbajnokságon eredményesen szerepelt, több pontot is szerzett a felkészülési és VB meccsek során. Azóta is oszlopos tagja a Sapa Fehérvár AV 19 csapatának, akikkel 2011-ben még legalább két évre szerződést hosszabbított.
2021 novemberében bejelentette, hogy visszavonul a válogatott szerepléstől.